# Movimento del 4 maggio 1919

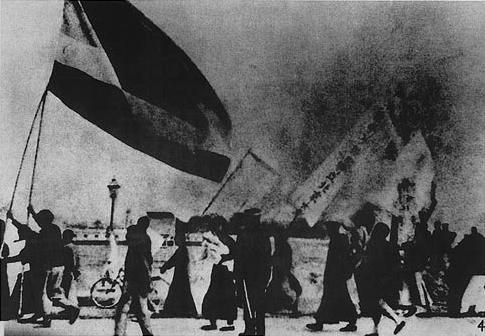
Protesta di studenti al Movimento del 4 maggio

Il movimento del 4 maggio (五四运动S, Wǔsì YùndòngP), fu un movimento studentesco culturale e politico anti-imperialista iniziato a Pechino il 4 maggio 1919.

## Rivendicazioni
Gli studenti dell'università protestavano contro la debole risposta del governo cinese nei confronti del Trattato di Versailles, soprattutto per quanto riguardava il Problema dello Shandong. Le manifestazioni di protesta si diffusero presto in tutto il paese e segnarono l'affermazione del nazionalismo cinese. Ciò che i manifestanti chiedevano, dopo aver vissuto il secolo dell'umiliazione ad opera delle potenze coloniali, era l'abbandono della via confuciana e l'adozione di modelli occidentali che andavano però adattati al contesto cinese: in particolare furono usati gli slogan Mr. Democracy e Mr. Science.

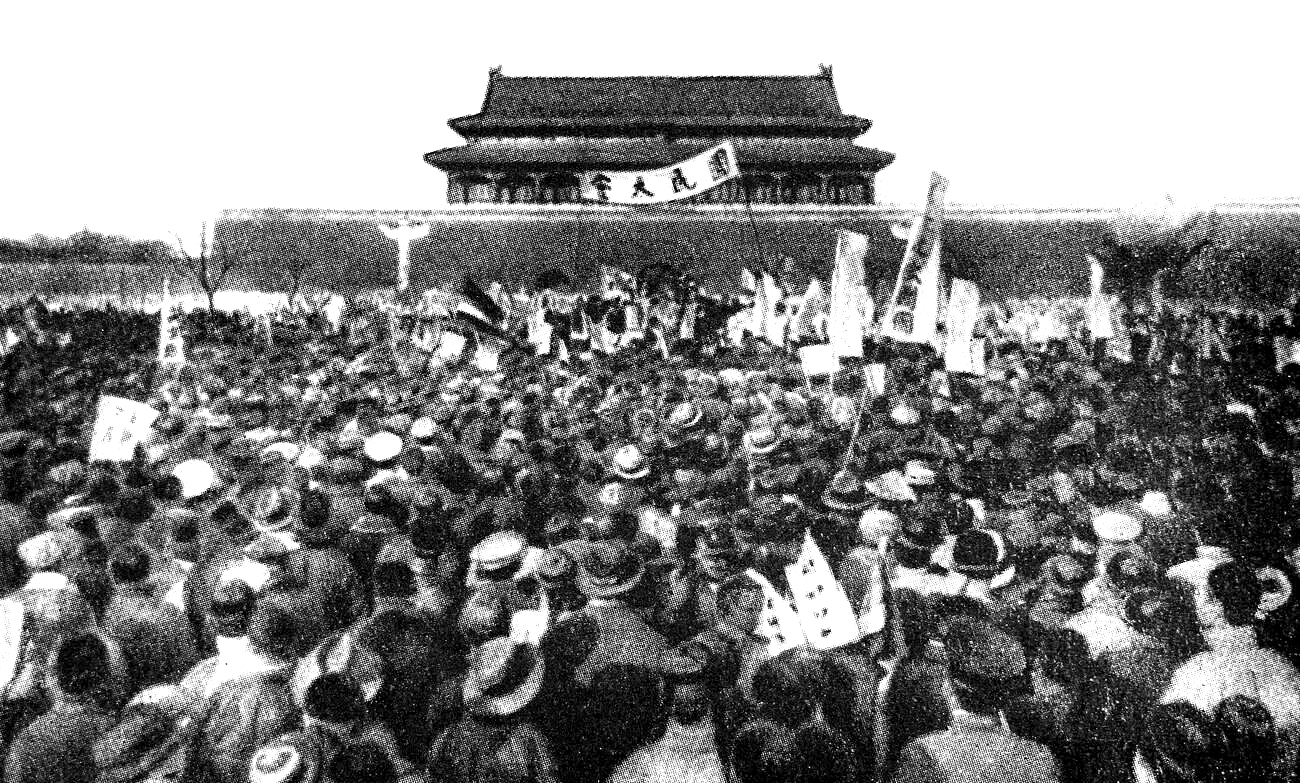
Proteste contro l'esito del trattato di Versailles

## Storia
A seguito della rivoluzione Xinhai nel 1911 la dinastia Qing venne rovesciata. Ciò segnò la fine di secoli di dominazione imperiale, che lasciò un pesante vuoto di potere. La Cina si trasformò in una enorme nazione divisa al suo interno in numerosi territori guidati da vari signori della guerra, ovviamente molto più interessati a tutelare ed espandere il proprio potere che agli interessi nazionali.
Fu così che il consiglio istituito dai signori della guerra, molti dei quali appartenenti all'Esercito Beiyang, il cosiddetto Governo Beiyang appunto, fu, sin dalla sua creazione, più impegnato a sedare i continui tentativi di supremazia dei suoi membri che ad arginare e a combattere il continuo dilagare del potere dei governi imperialisti occidentali. Molto spesso, inoltre, furono per primi gli stessi signori della guerra che, con lo scopo di ottenere denaro e armamenti, tramite il governo Beiyang, favorirono il rafforzarsi dell'imperialismo occidentale in Cina con numerose concessioni.
Questa situazione, tuttavia, era osteggiata con sempre maggior vigore dal nazionalismo nascente fra le classi medie emergenti, le cui istanze si espressero nel movimento culturale della Nuova Cultura (新文化運動 Xīn Wénhuà Yùndòng) a partire dal primo decennio del XX secolo, il quale iniziò a criticare gli antichi valori del confucianesimo accusati di aver condotto alla rovina la Cina ed il suo popolo. Nel 1917 la Cina si alleò alla Triplice intesa, con la condizione che le concessioni tedesche su numerosi territori cinesi, primo fra tutti quello che aveva condotto alla spinosa questione di Shandong, venissero appianate con la fine del conflitto, cosa che però non avvenne nei termini auspicati.